# Castello di Pfaueninsel

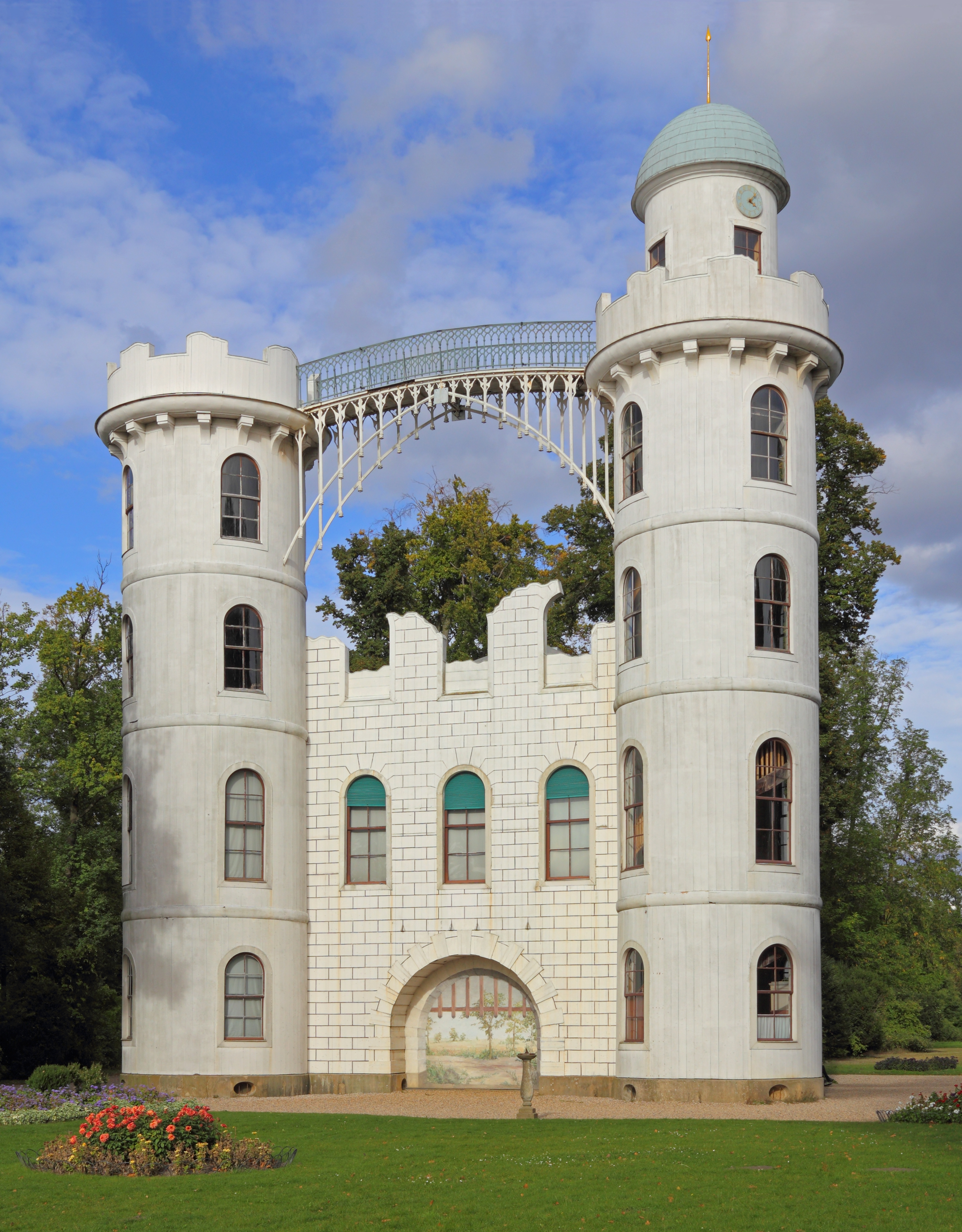
Facciata principale del castello di Pfaueninsel

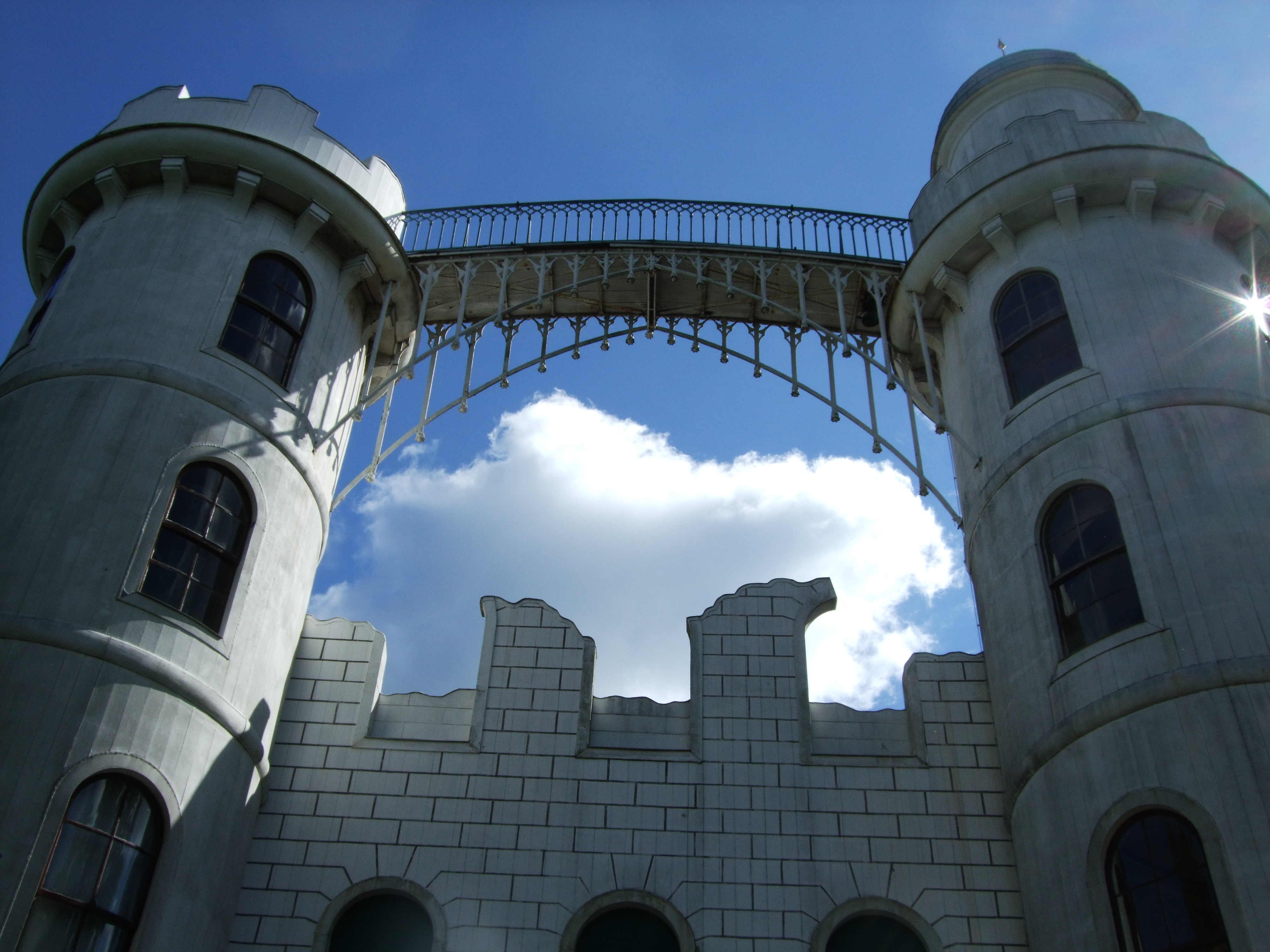
Le due torri del castello

Il castello di Pfaueninsel (in tedesco: Schloss Pfaueninsel) è uno storico edificio di Pfaueninsel, isola berlinese sul fiume Havel, costruito tra il 1794 e il 1797 per volere di re Federico Guglielmo II di Prussia.

## Ubicazione
Il castello si trova lungo la Nikolskoer Weg.

## Storia
Nel 1793, Pfaueninsel ("isola dei pavoni") divenne di proprietà di re Federico Guglielmo II nel 1793.
L'anno seguente, il re ordinò la costruzione di un castello in loco per la moglie Wilhelmine Encke, futura contessa di Lichtenau. Il castello doveva servire come richiamo visivo per il Nuovo Giardino.
La costruzione dell'edificio durò tre anni.
Agli inizi del XIX secolo, il castello fu utilizzato da Federico Guglielmo III di Prussia e dalla moglie Luisa come residenza estiva.

## Architettura
Il castello è realizzato nel tipico stile "rovine", molto in voga nel periodo romantico. .
L'edificio, di color bianco, è costituito da due torri rotonde, collegate tra loro da un ponte in ferro battuto.
Le sale interne del castello sono abbellite da parquet e rivestimenti in legno. Nelle sale si possono ammirare oggetti appartenuti alla regina Luisa.

## Il castello di Pfaueninsel nella cultura di massa

### Filatelia
- Al castello di Pfaueninsel è dedicato un francobollo da 190 Pfennig disegnato da Heinz Schillinger ed emesso dalla Repubblica Federale Tedesca il 16 febbraio 1977[5]
- Al castello di Pfaueninsel è dedicato un francobollo da 20 Pfennig disegnato da Heinz Schillinger ed emesso dalla Repubblica Federale Tedesca il 14 febbraio 1978[6]